# Randy Hultgren
Randall Mark Hultgren, detto Randy (Park Ridge, 1º marzo 1966), è un politico statunitense, membro della Camera dei Rappresentanti per lo stato dell'Illinois dal 2011 al 2019.

## Biografia
Nato e cresciuto nell'Illinois, Hultgren intraprese presto la strada della politica aderendo al Partito Repubblicano.
Nel 1998 ottenne un seggio alla Camera dei Rappresentanti dell'Illinois dopo il ritiro del compagno di partito Peter Roskam, che si era candidato alla Camera dei Rappresentanti nazionale ed era stato sconfitto nelle primarie da Judy Biggert. Hultgren servì all'interno della legislatura statale per tredici anni, fino a quando nel 2011 approdò al Congresso dopo aver sconfitto il deputato democratico in carica Bill Foster.
Riconfermato per altri tre mandati, fu sconfitto nel 2018 dall'avversaria democratica Lauren Underwood e lasciò la Camera dopo otto anni di permanenza.
Hultgren, che si definisce un repubblicano conservatore, è sposato e ha quattro figli.